# Civilized Man
Civilized Man es el noveno álbum de estudio del músico británico Joe Cocker, publicado por la compañía discográfica Capitol Records en mayo de 1984. El álbum, el primero del artista con Capitol, incluyó sendas versiones de «Tempted», un tema de Squeeze, y «There Goes My Baby», un éxito de The Drifters en 1959.
Las canciones de Civilized Man fueron grabadas en dos sesiones distintas. La cara A, grabada en los Village Recorders de Los Ángeles (California), fue producida por Gary Katz e incluyó una banda de respaldo integrada por el grupo Toto (Steve Lukather, Jeff Porcaro y David Paich), mientras que la cara B fue grabada en Nashville, producida por Stewart Levine e incluyó la participación de David Briggs, Reggie Young y Larrie Londin. El álbum también incluyó la colaboración de Jim Keltner en «Long Drag Off a Cigarette».
Civilized Man, junto a su predecesor Sheffield Steel, marcó el comienzo de una nueva etapa en la carrera musical de Cocker, dejando de lado el estilo blues de su primera etapa en favor de un sonido más cercano al pop y de una mayor experimentación con sonidos contemporáneos, que le reportaron un mayor éxito a raíz de su sencillo «Up Where We Belong», número uno en la lista Billboard Hot 100 en 1982. Civilized Man obtuvo un notable éxito en países europeos como Noruega, Países Bajos y Suiza, donde entró en el top 10 de las listas de discos más vendidos.

## Lista de canciones
1. "Civilized Man" (Richard Feldman, Pat Robinson) – 3:55
2. "There Goes My Baby" (Jerry Leiber, Mike Stoller, George Treadwell, Lover Patterson, Benjamin Nelson) – 3:47
3. "Come on In" (Bob Telson) – 3:48
4. "Tempted" (Chris Difford, Glenn Tilbrook) – 4:16
5. "Long Drag off a Cigarette" (Larry John McNally) – 2:35
6. "I Love The Night" (Troy Seals, Michael Reid) – 3:47
7. "Crazy in Love" (Randy McCormick, Even Stevens) – 3:51
8. "A Girl Like You" (Seals, Will Jennings) – 3:09
9. "Hold On (I Feel Our Love Is Changing)" (Joe Sample, Will Jennings) – 3:41
10. "Even a Fool Would Let Go" (Tom Snow, Kerry Chater) – 3:54

## Personal
- Voz – Joe Cocker
- Guitarras – Steve Lukather, Reggie Young, Larry John McNally, Dann Huff, Dean Parks, Domenic Troiano, Jon Goin, Pete Bordonali
- Bajo – Nathan East, David Hungate, Bob Wray
- Batería – Jeff Porcaro, Larrie Londin, Jim Keltner, James Stroud
- Percusión – Paulinho da Costa, Starz Vander Lockett
- Teclados – David Briggs, Rob Mounsey, David Paich, Greg Phillinganes, Bob Telson, Shane Keister, Randy McCormick
- Coros – Mary Davis, Bobbie Butler, Sam Butler, James W. Carter, Cissy Houston, Zachary Sanders, Julia Tillman Waters, Maxine Willard Waters, Luther Waters, Oren Waters, Frank Floyd, Deirdre Tuck Corley
- Saxofones – Lenny Pickett, Jim Horn, David Tofani
- Trombón – Dave Bargeron
- Trompeta – Randy Brecker
- Orquestación – Sid Sharp
- Arreglos – Bob Telson, David Briggs

## Posición en listas
| País           | Lista                 | Posición |
| -------------- | --------------------- | -------- |
| Alemania       | Media Control Charts  | 7        |
| Austria        | Austrian Albums Chart | 19       |
| Estados Unidos | Billboard 200         | 133      |
| Noruega        | VG-lista Albums Chart | 5        |
| Nueva Zelanda  | Recorded Music NZ     | 30       |
| Países Bajos   | Dutch Top 40          | 8        |
| Reino Unido    | UK Albums Chart       | 100      |
| Suecia         | Swedish Albums Chart  | 20       |
| Suiza          | Swiss Albums Chart    | 5        |